# Wyneke Jordans
Wyneke Jordans (Venlo, 1953) is een Nederlands pianiste.

## Biografie
Jordans komt uit een muzikale Venlose familie en kreeg de eerste pianolessen op 4-jarige leeftijd van haar moeder. Daarna werd ze door grootvader Theo Jordans – dirigent, organist en pianoleraar – en vader Wieke Jordans – eveneens dirigent en pianodocent – opgeleid voor het conservatorium.
Als afsluiting van haar studie bij Jan Wijn aan het Sweelinck Conservatorium te Amsterdam behaalde ze het diploma Uitvoerend Musicus.
Sindsdien treedt Wyneke Jordans met name voor het voetlicht in het pianoduo Wyneke Jordans & Leo van Doeselaar. Als quatre-mainsduo, als duo op twee piano's en in samenwerking met diverse ensembles treden ze sinds 1977 veelvuldig op. Veel is samengewerkt met de Slagwerkgroep Amsterdam, het Nederlands Kamerkoor, het Berliner Philharmonischer Chor, met de vocale groep "Quink", het Barokorkest van de Nederlandse Bachvereniging, Anima Eterna en verschillende Nederlandse symfonieorkesten. In de loop der jaren hebben zij zich ontwikkeld tot een hechte eenheid. Concertreizen voerden hen door Europa, de Verenigde Staten, Rusland en Azië. Ze waren het eerste quatre-mainsduo met een tournee door China (2005 en 2006).
Jordans vervulde gastdocentschappen aan diverse Nederlandse conservatoria.
Behalve aan het grote repertoire voor quatre-mains en voor twee piano's besteedt het duo ook aandacht aan Nederlandse muziek en aan vele bewerkingen van oorspronkelijk voor andere instrumenten geschreven composities.
Naast deze activiteiten specialiseerden Jordans en Van Doeselaar zich in het bespelen van de fortepiano. Als fortepianoduo gaven zij recitals en masterclasses op onder meer het Festival Oude Muziek Utrecht, het Festival van Vlaanderen, Antverpiano, het York Early Music Festival en de Berliner Tage für Alte Musik. In 1993 kwam een samenwerking met de BBC tot stand, die resulteerde in een serie van zeven opnamen en concerten op zowel historische als moderne piano's.

## Prijzen
- 1985: publieksprijs van de Sonesta Koepelzaal te Amsterdam
- 2006: vanwege hun grote verdiensten voor de Franse muziek werden zij door het genootschap Arts-Sciences-Lettres te Parijs onderscheiden met een zilveren medaille.

## Discografie

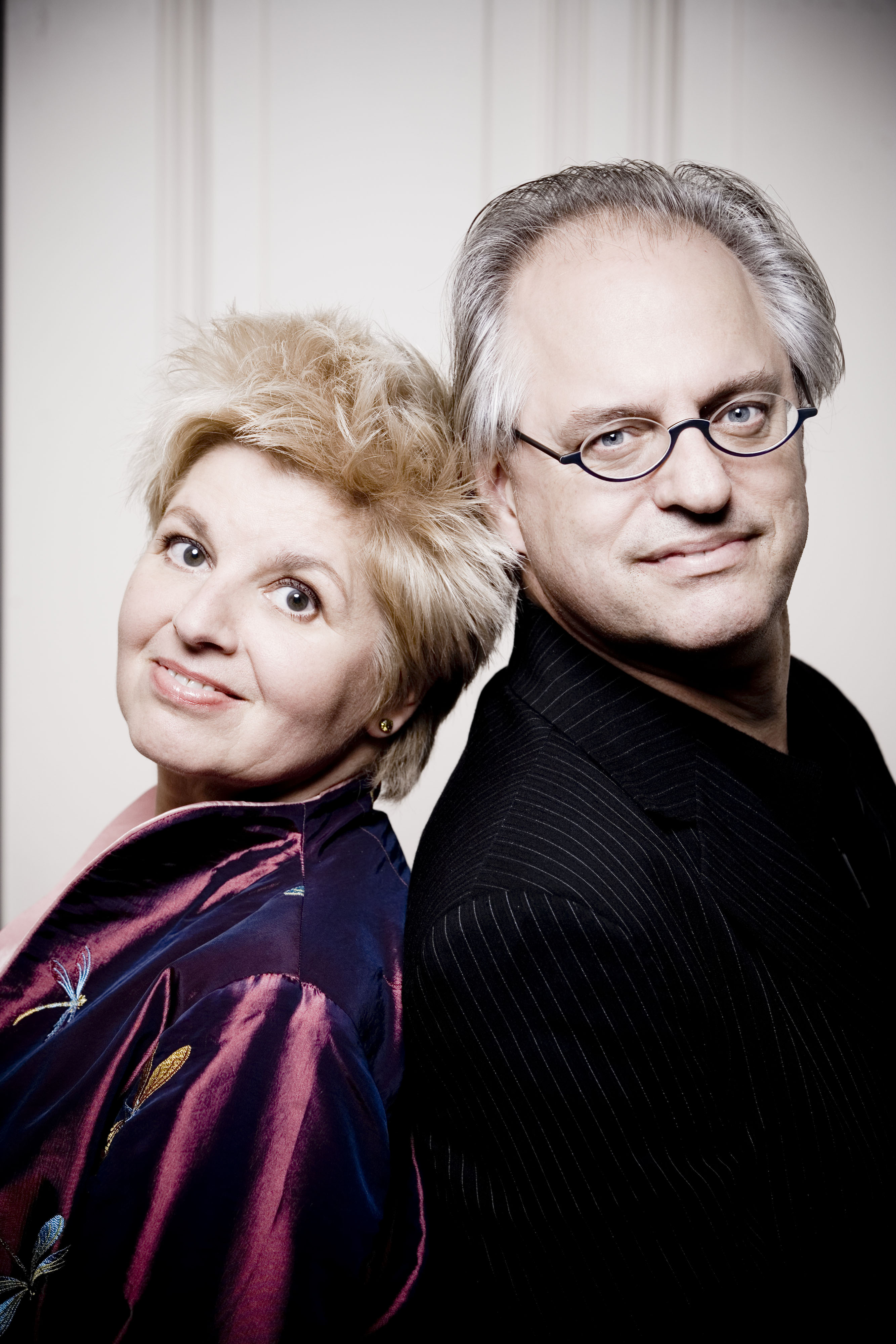
Pianoduo Wyneke Jordans & Leo van Doeselaar
(foto: Marco Borggreve)

- 1984: The pianoworks for four hands, Erik Satie, Etcetera Records (KTC 1015)
- 1985: Legends, op. 59, Antonín Dvořák, Etcetera Records (KTC 1032)
- 1985: Child Alive, diverse Nederlandse pianisten, RCA (RL 70925)
- 1986: Petite messe solennelle, Gioachino Rossini, Accent (ACC 68639D)
- 1988: The pianoworks for four hands, Maurice Ravel, Etcetera Records (KTC 1054)
- 1991: Piano music for four hands, Franz Schubert, Globe (GLO 5049)
- 1992: Piano à quatre mains: Aspects of Chamber Music from the Netherlands, NM-Classics (92014)
- 1994: Ballets Russes: Stravinsky (Petrouchka), Debussy (Prélude à l'après-midi d'un faune) en Satie (Parade), BBC-opname, Kam CD (9404)
- 1996: Thema mit Variationen, op. 17, Julius Röntgen, NM-Classics (920916)
- 1996: Schubert, Beethoven, Mendelssohn, Schumann en Brahms, BBC-opname, Kam CD (9603)
- 1998: Bach after Bach, Challenge Records (CC 72070)
- 1999: Delft Chamber Music Festival II, selectie uit Le Carnaval des Animaux van Saint-Saëns, Koch Schwann (3-5058-2)
- 2002: Petite messe solennelle, Gioachino Rossini, Challenge Records (CC 72157)
- 2002: Bric-a-Brac: Transcriptions of French music: Ravel (Pavane), Milhaud (Le bœuf sur le toit), Ibert en Saint-Saëns (Carnaval des Animaux), Challenge Records (CC 72104); cd ter gelegenheid van het 25-jarig bestaan van het pianoduo
- 2009: Symphonie nr. 4 e.a., Ludwig van Beethoven, Etcetera Records (KTC 1396)